# Município de Flat River (condado de Person, Carolina do Norte)
Localização da Carolina do Norte nos E.U.A.
O município de Flat River (em inglês: Flat River Township) é um município localizado no  condado de Person no estado estadounidense da Carolina do Norte. No ano 2000 tinha uma população de 2.398 habitantes.

## Geografia
O município de Flat River encontra-se localizado nas coordenadas 36° 17′ 43,04″ N, 78° 59′ 50,1″ O.